# Ким Су Нён
Ким Су Нён (кор. 김수녕?, 金秀寧?, род. 5 апреля 1971 года) — южнокорейская спортсменка, стрелок из лука, 4-кратная олимпийская чемпионка, многократная чемпионка мира, призёр Азиатских игр. Лидирует по количеству золотых олимпийских медалей среди всех спортсменов после возвращения стрельбы из лука в олимпийскую программу в 1972 году. Выигрывала медали во всех 6 командных и личных дисциплинах, в которых участвовала на Олимпийских играх 1988, 1992 и 2000 годов.

## Биография
Родилась в 1971 году в провинции Чхунчхон-Пукто. В 1988 году стала чемпионкой Олимпийских игр в Сеуле. В 1989 году стала чемпионкой мира. В 1990 году завоевала бронзовую медаль Азиатских игр. В 1991 году вновь стала чемпионкой мира. В 1992 году завоевала золотую и серебряную медали Олимпийских игр в Барселоне.
После Олимпиады в Барселоне Ким Су Нён вышла замуж и стала матерью двоих детей, что вызвало перерыв в тренировках до 1999 года. В 2000 году она приняла участие в Олимпийских играх в Сиднее, где завоевала золотую и бронзовую медали.
В 2011 году Международная федерация стрельбы из лука признала Ким Су Нён лучшим стрелком из лука XX века среди женщин.